# Atto di repressione dei tohunga
L'Atto di repressione dei tohunga (in inglese Tohunga Suppression Act), caldeggiato dall'allora funzionario dell'Ufficio Salute distrettuale maori Maui Pomare, fu approvato in Nuova Zelanda nel 1907. Scopo dell'atto era quello di rimpiazzare i tohunga con la medicina moderna.
Le intenzioni di Pomare erano buone. A prescindere dall'istituzione di due Commissioni Reali sulle rimostranze del territorio māori, fu attraverso i suoi sforsi che si giunse all'approvazione, si formarono Consigli Māori, e furono nominati ispettori sanitari per i villaggi Māori. Inoltre, Pomare sostenne e in buona misura ottenne la registrazione anagrafica delle nascite e delle morti dei Māori.
Il parlamento discusse l'atto sotto la motivazione "rivolto principalmente a Rua Kenana", deducendo altresì che le pratiche tradizionali nella cura del vaiolo, e di altre malattie introdotte dall'esterno, fossero inefficaci e a volte pericolose. L'argomento sfociò nell'affermazione che alcuni tohunga fossero "imbroglioni ... che circuivano i loro stessi compagni Māori". Il parlamentare James Carroll di Ngāti Kahungunu mostrava "insofferenza verso ciò che considerava un atteggiamento retrogrado dei Māori".
I tohunga erano depositari della conoscenza di molti antichi rituali, e in generale del sapere, non esclusa la cura dei problemi di salute. Molti di loro rifiutarono di abbandonare la consuetudine orale privando i Māori delle loro certezze tradizionali.
Quali che fossero le intenzioni ufficiali, esisteva all'epoca presso i colonizzatori inglesi la considerazione dei Māori come "razza perduta", e l'effetto del divieto delle pratiche tradizionali da parte dei capi culturali e spirituali fu un'accelerazione nel processo di assimilazione di tale popolo.
L'atto di repressione fu abrogato nel 1962.